# John Pololo
Sahiri Gnédré Lazare plus connu sous le nom de John Pololo est un gangster ivoirien, mort le 13 janvier 2000 à Abidjan. Il est également connu comme l'inventeur du Logobi, un genre musical ivoirien

## Biographie

### Enfance et formations
John Pololo est né en 1962.

### Parcours
John Pololo commence à sévir dans les rues abidjanaise dans les années 70. Il est notamment connu pour des faits de braquages, d'extorsions de fonds, de viols et de meurtres. Il est aussi accusé d'être stipendié par des hommes politiques pour briser des grèves et molester des opposants politiques.
Il est le leader du groupe criminel appelé Vagabons, Vagabons Sauvés, ou encore les VS. Ce groupe est créé sous le régime du président Félix Houphouete Boigny,,,.
Son influence est telle qu'il prend la tête du mouvement Ziguehi,. Ce mouvement donne naissance au Nouchi qui est un mélange de français et de plusieurs langues de Côte d'Ivoire, originellement parlé par des jeunes citadins mal scolarisés ou délinquants ne maîtrisant pas bien le français et le Logobi, un genre musical inventé en 1986,,,.

### Décès
Il a été abattu par les forces de l'ordre.